# Чернотеменна чапла
Чернотеменната чапла (Pilherodius pileatus) е вид птица от семейство Чаплови (Ardeidae), единствен представител на род Pilherodius.

## Разпространение и местообитание
Разпространен е в Боливия, Бразилия, Венецуела, Гвиана, Еквадор, Колумбия, Панама, Парагвай, Перу, Суринам и Френска Гвиана.